# Iglesia de Nuestra Señora de la Merced (Santa Coloma de Queralt)
La iglesia de Nuestra Señora de la Merced (o de Santa María de Belloch) es un inmueble del municipio español de Santa Coloma de Queralt, en la provincia de Tarragona. Cuenta con el estatus de bien cultural de interés nacional.

## Descripción
La iglesia de Santa María de Belloch fue llamada más adelante «de la Merced». Su construcción se remontaría al siglo XIII. Las dos capillas del crucero serían más modernas que la nave y el frontispicio.
Fue declarada monumento histórico artístico el 29 de septiembre de 1944, mediante un decreto publicado el 19 de octubre de ese mismo año en el Boletín Oficial del Estado.